# Tobias Heilmann (Politiker, 1873)
Sivert Tobias Jens Heilmann (* 9. Oktober 1873 in Kangeq; † 17. September 1940 in Tasiusaq) war ein grönländischer Katechet und Landesrat.

## Leben
Tobias Heilmann war der Sohn des Jägers Christian Poulsen Jakob Salomon Heilmann (1846–1877) und seiner Ehefrau Maline Catrine Lovise Birgithe Berthelsen (1850–1902). Über seinen Vater war er ein Urenkel von Inspektor Arent Christopher Heilmann (1781–1830). Sein Großvater mütterlicherseits war der Dichter Rasmus Berthelsen (1827–1901). Mit seiner Frau Marie Susanne Vilhelmine Berthelsen (1873–1930) hatte er acht Kinder, von denen zwei jung starben. Seine Tochter Bodil Ane Katrine Heilmann (1905–?) war mit Hans Nielsen (1891–?) verheiratet.
Tobias Heilmann besuchte von 1891 bis 1897 Grønlands Seminarium in Nuuk, wo er sich zum Katecheten ausbilden ließ. Anschließend wurde er in den Norden versetzt, wo er Oberkatechet ins Tasiusaq war. Er vertrat Johan Bidstrup im nordgrönländischen Landesrat, zuerst 1918 und nach dessen Tod ab 1920 durchgehend. Tobias Heilmann starb 1940 kurz vor seinem 67. Geburtstag.